# Makalu

El Makalu (nepalès: मकालु; xinès tradicional: 馬卡魯峰, xinès simplificat: 马卡鲁峰, pinyin: Mǎkǎlǔ Fēng), amb 8463 metres d'altitud, és el cinquè cim més alt del món. Està situat a l'Himàlaia, a la frontera entre el Tibet i el Nepal, 22 km a l'est de l'Everest.
El Makalu té dos cims secundaris: el Kangchungtse, o Makalu II, de 7678 msnm i el Chomo Lonzo, de 7818 msnm.
El Makalu és considerat com una de les muntanyes més difícils d'escalar. A la duresa de l'alçada i el clima cal afegir una complicació tècnica elevada, sobretot a la part final.

## Primera ascensió
El 1921 la muntanya havia estat fotografiat per la cara nord i oest durant el reconeixement a l'Everest que va fer Howard-Bury. El 1933 foren fotografiades, des d'un avió, les cares sud i oest. Amb tot el seu coneixement era molt limitat en el moment en què hi arriben les primeres expedicions, el 1954. Aquell any hi hagué dues temptatives: la primera, a càrrec d'una expedició nord-americana per l'aresta sud-est, que arriba fins als 7100 metres. La segona, neozelandesa, no allà més enllà.
A finals d'aquell any una expedició francesa, amb Lionel Terray i Jean Couzy exploraren la zona, tot preparant l'ascens que tenien pensat per a 1955. Durant aquesta exploració assoliren el Kangchungtse i el Chomo Lonzo, els dos cims secundaris del Makalu.
El 15 de maig de 1955 tindrà lloc la primera ascensió, feta per Lionel Terray i Jean Couzy, dins una expedició francesa dirigida per Jean Franco, per la cara nord i l'aresta nord-est. A les 7 del matí partiren del camp VI, a 7800 m, i feren el cim a les 11 del matí. L'endemà tres membres del grup arriben al cim, i encara el dia 17 de març quatre membres més aconseguien fer el cim. Era la primera vegada que tots els membres d'una expedició assolien fer el cim d'un vuit mil.

## Altres ascensions
- 1970 - El 23 de maig, primera ascensió de l'aresta sud-est per part de dos escaladors d'una expedició japonesa. És la segona ascensió al cim.
- 1971 - Els francesos Yannick Sagnier i Bernard Mellet, seguint l'aresta oest, fan el cim.
- 1976 - Primera ascensió catalana per Jordi Camprubí, amb dos txecs per l'aresta sud-est, amb oxigen.
- 1990 - Primera ascensió femenina per l'americana Kitty Calhoum Grissom.
- 2006 - El 27 de gener, l'escalador francès Jean-Christophe Lafaille desapareix mentre n'intentava fer la primera ascensió hivernal.
- 2009 - El 9 de febrer, l'escalador italià Simone Moro i l'uzbek Denis Urubko assoleixen la primera ascensió hivernal